# Flèche de Heist 2025
La 68e édition de la Flèche de Heist (en néerlandais : Heylen Vastgoed Heistse Pijl), une course cycliste masculine sur route, a lieu en Belgique le 7 juin 2025. L'épreuve se dispute sur x kilomètres entre Vosselaar et Heist-op-den-Berg, dans la province d'Anvers. Elle fait partie du calendrier UCI Europe Tour 2025 en catégorie 1.1.

## Parcours
Le départ a lieu sur la Remi Lensplein à Vosselaar. Le parcours se dirige vers Geel, Westerlo, Herentals et Heist-op-den-Berg où les coureurs franchissent une première fois la ligne d'arrivée située sur la Paul Van Roosbroecklaan après 78,3 kilomètres. Ensuite, les coureurs accomplissent six boucles d'un circuit local de 19,7 kilomètres (à confirmer).

## Équipes participantes
| Unknown team category |
|                       |

## Classements

### Classement final
| \| Classement général \| Classement général \| Classement général \| Classement général \| Classement général \| \| Coureur \| Coureur \| Pays \| Équipe \| Temps \| \| ------------------ \| ------------------ \| ------------------ \| ------------------ \| ------------------ \| |         |      |        |       |
| |         |      |        |       |
| |         |      |        |       |
| Classement général |         |      |        |       |
| Coureur | Coureur | Pays | Équipe | Temps |

### Classements UCI
La course attribue des points au classement mondial UCI 2025 selon le barème suivant :
| Position           | 1er | 2e | 3e | 4e | 5e | 6e | 7e | 8e | 9e | 10e | 11e | 12e | 13e à 15e | 16e à 25e |
| Classement général | 125 | 85 | 70 | 60 | 50 | 40 | 35 | 30 | 25 | 20  | 15  | 10  | 5         | 3         |